# Свети Димитър (Струмско)
Вижте пояснителната страница за други значения на Свети Димитър.
„Свети Димитър“ е българска възрожденска църква в Струмско, квартал на Благоевград (Горна Джумая), част от Неврокопската епархия на Българската православна църква. Обявена е за паметник на културата.

## История
Храмът е издигнат в 1832 година в центъра на тогавашния Струмски чифлик. В архитектурно отношение представлява трикорабна псевдобазилика с полукръгла апсида на източната страна и вход на южната страна. На тази южна стена има четири дълбоки пиластра, свързани със сегментно засводени ниши. В 1917 година църквата е изписана от художника Петър Морозов.
Иконостасът на храма е таблен, изрисуван с орнаменти. Иконите на иконостаса са дело на зографи от Банската художествена школа, а тези в притвора – на Серги Бусев.